# Sauerlach
Sauerlach este o comună din districtul München, regiunea administrativă Bavaria Superioară, landul Bavaria, Germania.

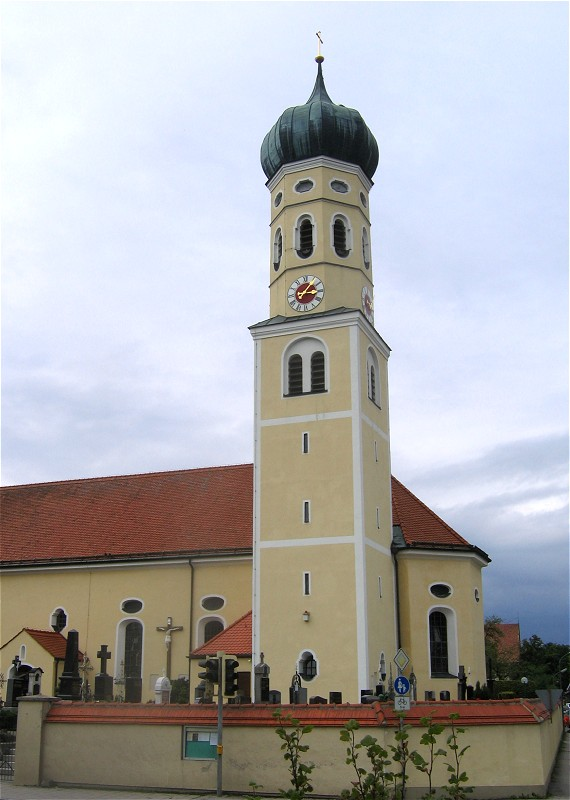
Sauerlach
(Biserica St.Andreas)